# Arrows A8
Az Arrows A8 egy Formula–1-es versenyautó, amellyel az Arrows csapat versenyzett az 1985-ös és az 1986-os Formula–1 világbajnokság során. Pilótái mindkét évben Thierry Boutsen valamint 1985-ben Gerhard Berger, 1986-ban Marc Surer és Christian Danner voltak.

## Áttekintés
A Dave Wass tervezte autó egy alumínium-szénszál kompozit kasztnit kapott, amelybe a BMW különleges, négyhengeres soros turbómotorja került. Ezeket a motorokat a svájci mérnök Heini Mader felügyelte. Összesen öt kasztni épült 1985-ben.

### 1985
Ebben a szezonban Boutsen maradt az egyik versenyző, mellé leigazolták Gerhard Bergert. Boutsen érte el a legjobb eredményt az idényben: Imolában harmadik helyen ért célba, de Alain Prost diszkvalifikálása után előlépett a második helyre. Még így is szerencséje volt, mert az üzemanyaga kifogyott éppen a célvonal előtt, de még pont át tudott lendülni. Több dobogója nem volt az autónak, de pár pontszerzés még történt az idényben. Összesen 14 gyűjtött ponttal a konstruktőri nyolcadik helyen zárt az Arrows.

### 1986
Boutsent erre az évre is megtartották, mellé Marc Surer érkezett, akit szezon közben Christian Danner váltott. Ez az idény sokkal rosszabbul sikerült, mindössze egyetlen pontot szereztek Danner révén. Három futamon bevetették az utódnak szánt Arrows A9 modellt, de az annyira pocsékul sikerült, hogy visszatértek az A8-hoz.
Az Arrows, bár az akkoriban legerősebb BMW-motorokat használta, mégis hátrányban volt az ugyanezeket a motorokat használó Brabham és Benetton csapatokkal szemben. Ennek oka az volt, hogy utóbbiakat a BMW tartotta karban és fejlesztette, és a gyári támogatás miatt hamarabb jutottak új alkatrészekhez, fejlesztésekhez és támogatáshoz, amire Heini Maderrel nem voltak képesek.

## Eredmények
(félkövér jelöli a pole pozíciót, dőlt betű a leggyorsabb kört)
| Év   | Csapat             | Kasztni | Motor      | Gumik | Pilóták          | 1   | 2   | 3   | 4   | 5   | 6   | 7   | 8   | 9   | 10  | 11  | 12  | 13  | 14  | 15  | 16  | Pontok | Helyezés |
| ---- | ------------------ | ------- | ---------- | ----- | ---------------- | --- | --- | --- | --- | --- | --- | --- | --- | --- | --- | --- | --- | --- | --- | --- | --- | ------ | -------- |
| 1985 | Barclay Arrows BMW | A8      | BMW M12/13 | G     |                  | BRA | POR | SMR | MON | CAN | DET | FRA | GBR | GER | AUT | NED | ITA | BEL | EUR | RSA | AUS | 14     | 8.       |
| 1985 | Barclay Arrows BMW | A8      | BMW M12/13 | G     | Gerhard Berger   | KI  | KI  | KI  | KI  | 13  | 11  | KI  | 8   | 7   | KI  | 9   | KI  | 7   | 10  | 5   | 6   | 14     | 8.       |
| 1985 | Barclay Arrows BMW | A8      | BMW M12/13 | G     | Thierry Boutsen  | 11  | KI  | 2   | 9   | 9   | 7   | 9   | KI  | 4   | 8   | KI  | 9   | 10  | 6   | 6   | KI  | 14     | 8.       |
| 1986 | Barclay Arrows BMW | A8      | BMW M12/13 | G     |                  | BRA | ESP | SMR | MON | BEL | CAN | DET | FRA | GBR | GER | HUN | AUT | ITA | POR | MEX | AUS | 1      | 10.      |
| 1986 | Barclay Arrows BMW | A8      | BMW M12/13 | G     | Marc Surer       | KI  | KI  | 9   | 9   | 9   | NI  |     |     |     |     |     |     |     |     |     |     | 1      | 10.      |
| 1986 | Barclay Arrows BMW | A8      | BMW M12/13 | G     | Christian Danner |     |     |     |     |     |     | KI  | 9   | KI  | KI  |     | 6   | 8   | 11  | 9   | KI  | 1      | 10.      |
| 1986 | Barclay Arrows BMW | A8      | BMW M12/13 | G     | Thierry Boutsen  | KI  | 7   | 7   | 8   | KI  | KI  | KI  | NC  | 8   |     | KI  |     | 7   | 10  | 7   | KI  | 1      | 10.      |

## Forráshivatkozások
1. ↑  1985 - 1986 Arrows A8 BMW - Images, Specifications and Information. Ultimatecarpage.com. (Hozzáférés: 2024. szeptember 27.)
2. ↑  Arrows A8 • STATS F1. www.statsf1.com. (Hozzáférés: 2024. szeptember 27.)
3. ↑  Arrows A9 • STATS F1. www.statsf1.com. (Hozzáférés: 2024. szeptember 27.)